# Datana cochise
Datana cochise är en fjärilsart som beskrevs av Dyar 1906. Datana cochise ingår i släktet Datana och familjen tandspinnare. Inga underarter finns listade i Catalogue of Life.